# ای‌بی‌سی‌دی (ترانه)
«ای‌بی‌سی‌دی» (انگلیسی: ABCD) ترانه‌ای از خواننده اهل کره جنوبی ایم نایون از دومین آلبوم چندآهنگهٔ او به نام نا (۲۰۲۴) است. این ترانه در ۱۴ ژوئن ۲۰۲۴ توسط جی‌وای‌پی انترتینمنت به عنوان تک‌آهنگ آغازین این آلبوم چندآهنگه منتشر شد.

## جدول‌های موسیقی
| جدول (۲۰۲۴)                                        | بالاترین جایگاه |
| -------------------------------------------------- | --------------- |
| ۲۰۰ آهنگ جهانی بیلبورد (بیلبورد)                   | ۵۴              |
| هنگ کنگ (بیلبورد)                                  | ۱۷              |
| ژاپن (ژاپن هات ۱۰۰)                                | ۲۵              |
| تک‌آهنگ‌های ترکیبی ژاپن (اوریکون)                    | ۲۹              |
| مالزی (بیلبورد)                                    | ۲۳              |
| تک‌آهنگ‌های داغ نیوزیلند (آرام‌ان‌زی)                  | ۱۷              |
| فیلیپین (فیلیپین هات ۱۰۰)                          | ۷۳              |
| سنگاپور (آرآی‌ای‌اس)                                 | ۱۲              |
| کره جنوبی (سرکل)                                   | ۹۵              |
| تایوان (بیلبورد)                                   | ۹               |
| دانلود تک‌آهنگ‌های بریتانیا (اوسی‌سی)                 | ۳۶              |
| دانلود تک‌آهنگ‌های بریتانیا (اوسی‌سی)                 | ۴۲              |
| فروش جهانی ترانه‌های دیجیتال ایالات متحده (بیلبورد) | ۲               |

| جدول (۲۰۲۴)      | جایگاه |
| ---------------- | ------ |
| کره جنوبی (سرکل) | ۱۰۹    |

## تاریخچه انتشار
| منطقه | تاریخ        | فرمت                  | ورژن       | ناشر             |
| ----- | ------------ | --------------------- | ---------- | ---------------- |
| مختلف | ۱۴ ژوئن ۲۰۲۴ | دانلود دیجیتال استریم | اورجینال   | جی‌وای‌پی ریپابلیک |
| مختلف | ۲۴ ژوئن ۲۰۲۴ | دانلود دیجیتال استریم | Digital EP | جی‌وای‌پی ریپابلیک |